# 贝斯德马尔万
贝斯德马尔万，是西班牙卡斯蒂利亚-莱昂萨莫拉省的一个市镇。 总面积48平方公里，总人口665人（2001年），人口密度14人/平方公里。